# Juan Vigil de Quiñones y Labiada
Juan Vigil de Quiñones y Labiada (Caldones, concejo de Gijón, 1546/1547 - Segòvia, 1 de setembre de 1617) va ser un religiós asturià, bisbe de Valladolid (1607-1616) i de Segòvia (1616-1617).
Fill de Toribio de Vigil de Caldones i Catalina Menéndez de la Labiada, net per part de pare de Diego de Vigil i Aldara González de Cornellana i, per part de mare, de Gutierre Fernández de la Meana i Catalina Menéndez de la Labiada, tots residents a San Vicente de Caldones, parròquia del concejo de Gijón. Va estudiar a la universitat de Salamanca, i fou col·legial del Col·legi de San Pelayo, així com del de Santa Cruz de Valladolid i en fou catedràtic.
S'ordenà sacerdot el 6 de maig de 1582. Va iniciar la carrera eclesiàstica com a canonge i ardiaca de Ribadeo, a la catedral d'Oviedo. Després es va traslladar a Valladolid, on va ser inquisidor. El 1589, el cardenal i inquisidor general Gaspar de Quiroga y Vela li va atorgar la plaça de conseller del Consell Suprem de la Inquisició. El 1607, Felip III el va presenta al bisbat de Valladolid, i després de l'estada en aquesta seu va ser promogut a la segoviana el 1616.
Vigil de Quiñones morí l'any següent, l'1 de setembre de 1617, als setanta anys. El seu cos va ser depositat inicialment a la catedral de Segòvia. No obstant això, el desig exprés havia estat enterrar-se a la capella major de la catedral d'Oviedo, però va ser rebutjat, pel que va proposar enterrar-se a la capella gòtica de Sant Sebastià, de la qual finançaria llur reforma amb 20.000 ducats, oferta que fou acceptada. El 1640, fou traslladat a aquesta sumptuosa capella que va ser dedicada a la Mare de Déu de l'Encarnació, construïda per l'arquitecte Juan de Naveda, finalitzada a finals de 1639.
Al Col·legi de Valladolid va fer diversos donatius per la reparació de l'edifici. A la catedral li va donar vint mil ducats, amb les que es va dotar les Festes del Santíssim Sagrament.